# رابرت کینگسفورد
رابرت کینگسفورد (به انگلیسی: Robert Kingsford) بازیکن فوتبال زادهٔ ۲۳ دسامبر ۱۸۴۹ اهل کشور انگلستان بود که سابقهٔ بازی در تیم ملی فوتبال انگلستان را در کارنامهٔ خود دارد. وی در تاریخ ۷ مارس ۱۸۷۴ تنها بازی ملی خود را در مقابل تیم ملی فوتبال اسکاتلند انجام داد.
این بازیکن توانسته در این بازی ملی، ۱ گل به ثمر برساند.